# ماهی‌گیر (ماهی)
ماهی‌گیر (ماهی) (نام علمی: Lophius piscatorius) نام یک گونه از تیره غازماهی است.